# Jasson Finney
Jasson Finney (Montréal, ...) è un attore canadese.

## Filmografia
- Taken (1999)
- Gothika (2003)
- Codice Homer (2004)
- C'est pas moi, c'est l'autre (2004)
- Source Code (2011)
- The Informant (2013)
- Happy Baby (2014)
- Deliveries (2014)
- My Brother's Keeper (2015)
- Tallulah (2016)
- Imperium (2016)
- Small Crimes (2017)

### Televisione
- Shelby Woo, indagini al computer - serie TV, episodio 4x17 (1996)
- Student Bodies - serie TV, episodio 2x07 (1998)
- The Hunger - serie TV, episodio 2x21 (2000)
- Tales from the Neverending Story - serie TV, 2 episodi (2000)
- Fortier - serie TV, episodio 2x08 (2001)
- The Last Chapter - serie TV, 2 episodi (2002)
- Bliss - serie TV, episodio 1x01 (2002)
- Just a Walk in the Park (2002)
- Chasing Holden (2003)
- Veritas: The Quest - serie TV, episodio 1x01 (2003)
- Les Aventures tumultueuses de Jack Carter - serie TV, episodio 1x07 (2003)
- Petits mythes urbains - serie TV, 1 episodio (2004)
- Hunt for Justice (2005)
- Mind Over Murder (2005)
- Being Human - serie TV, episodio 2x03 (2012)
- Bullet in the Face - serie TV, episodio 1x04 (2012)
- Blue Mountain State - serie TV, episodio 1x02 (2010)
- Amore e ghiaccio - serie TV, 1x07 (2012)
- Nicky Deuce, regia di Jonathan A. Rosenbaum – film TV (2013)
- FBI: Criminal Pursuit - serie TV, episodio 4x10 (2013)
- Zero Hour - serie TV, episodio 1x08 (2013)
- 19-2 - serie TV, episodio 1x03 (2014)
- Gotham - serie TV, episodio 1x02 (2014)
- A Crime to Remember - serie TV, episodio 2x03 (2014)
- Unbreakable Kimmy Schmidt - serie TV, episodio 1x10 (2015)
- Daredevil - serie TV, episodio 1x07 (2015)
- Allegiance - serie TV, episodio 1x12 (2015)
- Real Detective - serie TV, episodio 1x08 (2016)
- Limitless - serie TV, episodio 1x18 (2016)
- Person of Interest - serie TV, episodio 5x2 (2016)
- The Jimmy Star Show with Ron Russell - serie TV, 2 episodi (2017-2018)

## Curiosità
- Parla tre lingue, inglese, francese e ucraino.